# Классен, Виктор Корнеевич
Виктор Корнеевич Классен (3 апреля 1934 — 7 сентября 2020) — учёный в области технологии производства цемента, доктор технических наук, профессор Белгородского государственного технологического университета им. В. Г. Шухова, академик РАЕ, член-корреспондент РАЕН, Заслуженный работник высшей школы РФ, Почётный работник науки и техники РФ.

## Биография
Родился 3 апреля 1934 года в Алма-Ате. В 4 года в результате политических репрессий лишился отца. Когда исполнилось 7 лет, началась Великая Отечественная война, и семья, имевшая немецкие корни, была выслана на спецпоселение в казахский колхоз, а затем переехала в расположенное вблизи границы с Китаем русское село Абакумовка.
В 1952 г. окончил среднюю школу, в 1958 г. — Казахский химико-технологический институт (КазХТИ) по специальности «Технология силикатов».
В 1958—1966 годах работал на Чимкентском цементном заводе начальником цехов «КИПа и автоматики» и «Обжига». В 1966 году поступил в аспирантуру Казахского химико-технологического института. По окончании учёбы назначен старшим преподавателем кафедры технологии цемента КазХТИ.
В 1973 г. выдержал отборочный конкурс и был зачислен доцентом на кафедру технологии цемента и композиционных материалов Белгородского технологического института строительных материалов. В течение 20 лет (с 1989 по 2009 гг.) возглавлял эту кафедру, передав руководство своему ученику, д.т.н. И. Н. Борисову.

## Награды, премии и звания
- Медаль «За трудовую деятельность» (1965).
- Серебряная медаль ВДНХ (1983).
- Нагрудный знак «За отличные успехи в работе в области высшего образования СССР» (2011).
- Нагрудный знак «Изобретатель СССР» (2005).
- Диплом лауреата и медаль «Инженер года» (2002).
- Почетный работник высшего профессионального образования РФ (1999).
- Заслуженный работник высшей школы РФ (2000).
- Почётный работник науки и техники (2010)[7]

## Профессиональная и научная деятельность
В 1970 году В. К. Классен защитил кандидатскую диссертацию по теме «Изучение процессов образования клинкерной пыли во вращающихся печах».
Докторская диссертация «Интенсификация обжига клинкера на основе анализа химико-тепло-физических процессов с учётом влияния щелоче- и серосодержащих примесей» защищена в 1988 году.
Под руководством проф. В. К. Классена разработана и внедрена «Инновационная технология организации обучения студентов в техническом вузе», в основу которой положена совместная деятельность вуза и предприятия. В 1983 г. технология была удостоена Серебряной медали ВДНХ СССР.[значимость факта?] Этот проект действует в БГТУ им. В. Г. Шухова более сорока лет и способствует повышению уровня подготовки инженеров-технологов, развитию научно-исследовательской работы студентов. Выполненные в лабораториях исследования внедряются на заводах с участием студентов.
На протяжении более 30 лет В. К. Классен с коллегами по кафедре проводит ежегодные двухнедельные семинары по оптимизации производства цемента для специалистов, работающих на предприятиях стройиндустрии России и СНГ. Семинары пользуются неизменной популярностью у инженеров-технологов, ежегодно в университете проходят повышение квалификации до 250 специалистов цементного производства,.[значимость факта?]
[когда?]

С начала 2000-х годов расширяются связи кафедры ТЦиКМ с машиностроительными фирмами Германии, Дании, Чехии, Польши. При кафедре создан Международный учебный центр технологии цемента. Профессора В. К. Классена приглашали читать лекции для обучения персонала заводов, которые строят зарубежные фирмы.
Основная тема исследований ученого — оптимизация процессов обжига портландцементного клинкера с обеспечением энерго- и ресурсосбережения.
Результаты научных исследований внедрены на Белгородском, Савинском, Щуровском, Топкинском, Чечено-Ингушском, Карачаево-Черкесском, Брянском, Себряковском, Ангарском, Коркинском, Старооскольском и других цементных заводах.[значимость факта?] При этом достигнуто снижение на 10-15 % расхода тепла, увеличение в 3-4 раза срока службы магнезиальных огнеупоров и на 10 % повышение производительности печей.
Профессором В. К. Классеном подготовлены 12 кандидатов и 3 доктора наук. Он был членом специализированного совета по защите кандидатских и докторских диссертаций при БГТУ им. В. Г. Шухова. Являлся автором и соавтором более 300 научных работ, в том числе 3 монографий и учебника, более 30 авторских свидетельств и 5 патентов.
Монография «Обжиг цементного клинкера» стала настольной книгой для инженеров-производственников, студентов и научных работников.

#### Основные научные и учебные издания
- Классен, В. К. Технология портландцемента: избранные труды / В. К. Классен. — Белгород: Изд-во БГТУ, 2017. — 530 с.
- Таймясов, Б. Т. Химическая технология вяжущих материалов: учебник / Б. Т. Таймасов, В. К. Классен. — 2-е изд., доп. — Белгород: Изд-во БГТУ им. В. Г. Шухова, 2017. — 448 с.
- Советующая интеллектуальная система управления процессом обжига цементного клинкера: монография / М. В. Нусс, П. А. Трубаев, В. К. Классен, В. М. Коновалов. — Белгород: Изд-во БГТУ им. В. Г. Шухова, 2015. — 171 с.
- Классен, В. К. Технология и оптимизация производства цемента: краткий курс лекций: учеб. пособие / В. К. Классен. — Белгород: Изд-во БГТУ им. В. Г. Шухова, 2012. — 308 с.
- Классен, В. К. Энергосбережение в технологии цемента при комплексном использовании техногенных материалов / В. К. Классен, В. Е. Мануйлов, И. Н. Борисов. — Белгород, 2009.
- Классен, В. К. Техногенные материалы в производстве цемента : монография / В. К. Классен, И. Н. Борисов , В. Е. Мануйлов; ред. В. К. Классен. — Белгород: Изд-во БГТУ им. В. Г. Шухова, 2008. — 125 с.
- Технологическая практика на цементных, асбестобетонных и силикатных предприятиях : учеб. пособие для студентов специальности 250800 / ред. В. К. Классен. — Белгород: Изд-во БГТУ им. В. Г. Шухова, 2003. — 146 с.
- Классен, В. К. Обжиг цементного клинкера — Красноярск : Стройиздат, 1994. — 323 с.[16]